# Корпус специальных единиц
Корпус специальных единиц (серб. Корпус специјалних јединица) — армейский корпус в составе Вооруженных сил Республики Сербской Краины. Данный корпус был сформирован новым главнокомандующим крайинской армии Миле Мркшичем летом 1995 года. Его создавали как мобильный резерв Главного штаба, он должен был быть задействован на угрожаемых участках фронта или в случае прорыва обороны. Таким образом, была решена проблема отсутствия резервов в армии РСК. Часть снаряжения и техники корпус получил из Союзной Республики Югославии. Оттуда же прибыла основная часть личного состава — дезертиров из Краины югославская военная полиция мобилизовывала и отправляла в РСК. Таким образом краинская армия была пополнена примерно 5 000 человек. Корпус специальных единиц возглавил генерал-майор Милорад Ступар, штабом командовал полковник Велимир Баят.
Структура Корпуса:
- Штаб
- 2-я гвардейская бригада под командованием полковника Милоша Цветичанина
- 2-я бронетанковая бригада (3 танковых роты с M-84 и одна с Т-55) под командованием полковника Станко Летича
- 71-я бригада специальных операций
- горный батальон
- батальон военной полиции
- легкий артиллерийский дивизион ПВО

КСЕ насчитывал около 5 000 солдат и офицеров. Сразу после своего основания он стал объектом пристального внимания со стороны хорватской военной разведки. В июле 1995 года его подразделения участвовали в боях за Бихач (операция «Меч-95»). После неё Корпус был разделен на две группы, одна из которых была отправлена на Динару для прикрытия Книна с севера. Непосредственно перед операцией «Буря» 2-я гвардейская бригада была с Динары передислоцирована в Книн. Во время операции «Буря» часть КСЕ эвакуировалась в Республику Сербскую, а часть вместе с 21-м Кордунским корпусом попала в окружение в Топуско и сдалась хорватской армии, после чего её бойцов под наблюдением миротворцев ООН отправили в Сербию. Во время «Бури» 2-я бронетанковая бригада потеряла 5 танков M-84, 4 БТР M-60, 1 танк для эвакуации и 1 бронетранспортер из-за поломок.
В исследованиях войны в Хорватии и в мемуарах участников событий КСЕ, как правило, подвержен критике и низкой оценке его боевого пути. Наиболее часто критика обращена на слабое командование и игнорирование приказов командования подразделениями.